# Ingemar Lundin
Nils Erik Ingemar Lundin, född 12 augusti 1923 i Råneå, Norrbottens län, död 29 augusti 2013 i Säter, var en svensk arkitekt och målare.
Han var son till parkvakten Johan Erik Nilsson och Frida Dahlgren och från 1948 gift med modisten Ingalisa Brodd. Lundin var som konstnär autodidakt. Separat ställde han ut i Västerås 1952 och har därefter medverkat i ett flertal separat- och samlingsutställningar. Bland hans offentliga arbeten märks fem stora glasmosaikkompositioner för Asea. Hans konst består av vintriga trädsilhuetter och vegetationsstudier från Abiskofjällen samt symboliska eller rent abstrakta kompositioner.  